# Mesoxaea vagans
Mesoxaea vagans är en biart som först beskrevs av Fox 1894.  Mesoxaea vagans ingår i släktet Mesoxaea och familjen grävbin. Inga underarter finns listade i Catalogue of Life.